# Dicranum ontariense
Dicranum ontariense är en bladmossart som beskrevs av Alvah Peterson 1977. Dicranum ontariense ingår i släktet kvastmossor, och familjen Dicranaceae. Inga underarter finns listade i Catalogue of Life.